# خورخه پرادو (بازیکن فوتبال، زاده ۱۹۸۲)
خورخه پرادو (انگلیسی: Jorge Prado؛ زادهٔ ۲۰ ژانویهٔ ۱۹۸۲) بازیکن فوتبال اهل اسپانیا است.